# 隠者の国・朝鮮

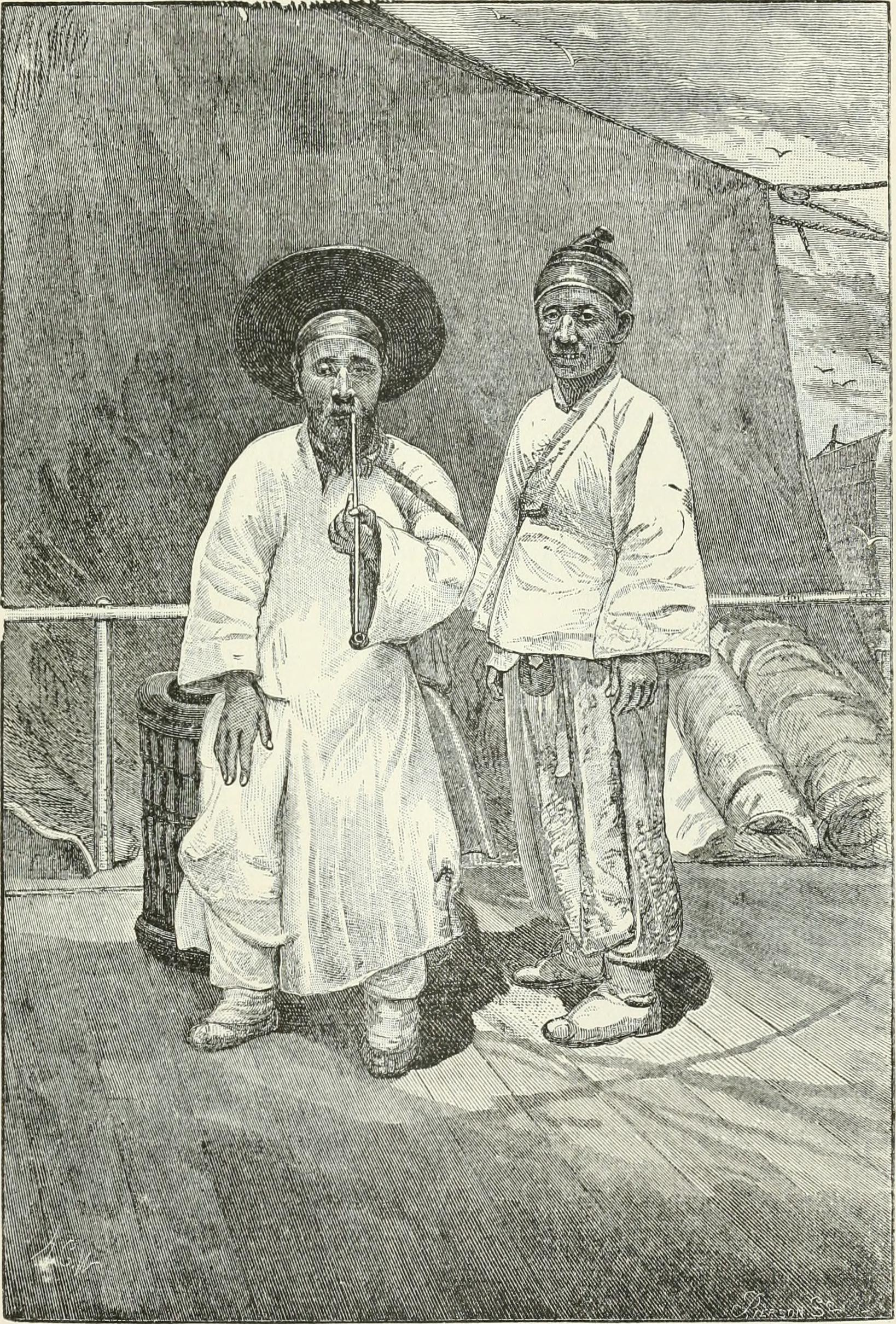
当時の朝鮮の風俗を描写した『隠者の国・朝鮮』の挿絵。

『隠者の国・朝鮮』（いんじゃのくにちょうせん、英: Corea the Hermit Nation）は、アメリカ人牧師ウィリアム・グリフィスの著書。三部構成で記述されており、第一部は古代・中世史、第二部は地理・政治・社会・文化等、第三部は近代史である。1882年初版発行。原著は英語で記されている。
この本の公刊によって、グリフィスはアメリカ人として最初に朝鮮史（韓国史）を著述した東洋史の専門家となり、アメリカ人の朝鮮（韓国）へのイメージを形成する上で多大な影響を与えた。
すでに版権保護期間が終了しているため、下記のリンクから自由に閲覧できる。

## 内容
本書は英仏独蘭語などで書かれた既存書、および日中の資料に依拠して書かれたものである。古代においては三韓征伐が語られ、中世においては文禄・慶長の役やオランダ人幽囚の記述がなされ、また貴族階級である両班の横暴を朝鮮の悪弊として紹介している。特に儒教など非キリスト教的価値観や風習は厳しく批判される。第三部においては、朝鮮の後進性を述べ、将来においては日本、中国、ロシアのいずれかにより餌食になるだろうと書かれている。

### 「隠者の国」という表現
しばしば誤解されるが、「隠者の国（the Hermit Nation）」は、朝鮮・韓国に対する固有の表現ではなく、鎖国状態の国、隠遁国家を意図したもので、グリフィスは、幕藩体制下の日本や、鎖国時代の中国に対しても「隠者の国」と表現している。本書の中では、朝鮮人が「静かなる朝の国」が国号・朝鮮の翻訳だと説明したとも書かれているが、グリフィスは、門戸開放前の状態である朝鮮・韓国を「隠者の国」（隠遁の国）と表現したに過ぎず、普通名詞として用いられている。

## 書籍情報
- Griffis, William Elliot (1882) Corea, the Hermit Nation: I. Ancient and Mediaeval History. II. Political and Social Corea. III. Modern and Recent History
- Griffis, William Elliot (1894). Corea: The Hermit Nation. Charles Scribner's Sons.
- William Elliot Griffis (2011). Corea the Hermit Nation. Kessinger Publishing. ISBN 978-1169852068